# Phaeosphaeria
Phaeosphaeria — рід грибів родини Phaeosphaeriaceae. Назва вперше опублікована 1909 року.
Phaeosphaeria avenaria O. Erikssonf. sp. Triticea Shoemaker Babe (анаморфа: Stagonospora avenae f. sp. Triticea Bissett) і Phaeosphaeria nodorum (Muller) Hedyaroude (анаморфа: Stagonospora nodorum (Berkeley) Casellani & Germano) - збудники плямистостей пшениці.